# Zofia Nałkowska
Zofia Nałkowska   (Varsòvia, 10 de novembre de 1884 - Varsòvia, 17 de desembre de 1954) va ser una prolífica assagista i dramaturga polonesa. Va ser membre de l'executiva de la prestigiosa Acadèmia de literatura polonesa (1933-1939) i una de les intel·lectuals més destacades de la Segona República Polonesa. Compromesa amb el feminisme, les seves obres destaquen per un estil socio-realista i una marcada profundidat psicològica.
Va escriure Książe (‘El príncep’, 1907) i Narcyza (‘Narcís', 1911), sobre la psicologia de les dones de les classes benestants. Posteriorment va publicar Granica (1935), Romans Teresy Hennert (‘L'aventura amorosa de Teresa Hennert’, 1923) i Niecierpieliwi (‘Els impacients', 1939) sobre la lluita de classes i Medaliony (‘Els medallons', 1947), sobre els camps de concentració polonesos.